# Cristian Arias
Cristian Joel Arias Ramírez (Santo Domingo, 15 novembre 1981) è un ex cestista dominicano.

## Carriera
Con la Rep. Dominicana ha disputato i Campionati americani del 2005.